# Guede Nibo
Guede Nibo (crioll haitià: Gede Nibo) és un loa vodú, líder dels esperits dels morts. Antigament humà, Guede Nibo era un jove atractiu que va ser assassinat violentament. Després de la mort, va ser adoptat com a loa pel baró Samedi i Maman Brigitte El seu aspecte és el d'un dandi efeminat. Nibo porta un abric d'equitació negre. Quan posseeix un cos humà li inspira una sexualitat lasciva de tot tipus.

## Funció i representació
Guede Nibo és un loa rada al que es considera un gran sanador. Se'l representa portant una ampolla de rom blanc impregnat d'herbes medicinals i sovint també porta un bastó i fuma un cigar. Nibo és el patró especial dels que moren joves i, com a tal, es combina sovint amb el sant catòlic Gerard Majella, que està representat amb una calavera.
És un psicopomp, un intermediari entre els vius i els morts. Dona veu als esperits morts que no han estat recuperats o que, en termes vodú, es troben "sota les aigües". És el guardià de les tombes d'aquells que van morir prematurament, especialment d'aquells dels quals es desconeix el lloc de descans final. Els seus cavalls ("cavalls", devots als que posseeix durant la cerimònia) poden donar veu als esperits morts els cossos dels quals no s'han trobat o que no han estat recuperats "des de sota les aigües".

## Servei
El morat es considera el seu color sagrat, i les ofrenes habituals inclouen cabres negres, galls negres, calabaix, cigars, coco, plàtans fregits, festucs, arengades fumades, boles de sèsam dolces i rom blanc condimentat amb chiltepín.
Fins fa poc, els agricultors haitians interpretaven una cançó d'elogi a Guede Nibo cada novembre. Implicava empentes fàl·liques i altres gestos eròtics i s'anomenava "Massissi", un terme haitià per a un "mascle amb inclinació homoeròtica".